# Друштвена потпора
Друштвена потпора је социјални феномен у коме се концепт или идеја понављано истиче у заједници, без обзира на то да ли постоји довољно емпиријских доказа да га и подрже. Током времена, концепт или идеја добија потпору уз коју постаје снажно веровање у умовима многих, а чланови заједнице могу почети да га сматрају за чињеницу. Често, концепт или идеја може бити даље подупрт објављивањем у масовним медијима, књигама или другим средствима комуникације. Фраза “Од милион људи бар неко мора да је у праву” је показатељ опште тежње да се идеја подупрта у друштву прихвати без преиспитивања, што често доприноси широком прихватању фактоида (лажних или непроверених чињеница). Термин веома сличан овоме је потпора заједнице, што је бихевиорални начин да се прекине зависност од дроге.

## Потпора заједнице (бихевиоризам)
Приступ потпором заједнице (ППЗ) је приступ лечењу алкохолизма који циља на то да се постигне апстиненција елиминацијом позитивне потпоре за напијање а појачавајући позитивну потпору трезвености. ППЗ интегрише неколико компонената за лечење, укључујући изградњу мотивације клијента да престане да пије, помоћ да субјекат започне трезвеност, анализирање образаца напијања клијента, појачање позитивне потпоре, учење нових понашања да се изађе на крај, и укључивање драгих особа у процес опоравка. Ове компоненте могу се прилагодити индивидуалним потребама клијента да би се постигао оптималан исход лечења. Уз све то, на исход лечења могу утицати фактори као што су стил терапеута и иницијални интензитет терапије. Неколико студија доказале су ефикасност ППЗ-а при постизању трезвености. Шта више, ППЗ је успешно интегрисан са различитим другачијим терапијским приступима, као што је породична терапија и мотивационо испитивање, а тестиран је и при терапији злоупотребе других супстанци.
У књизи Криса Е. Стаута “Психологија тероризма: теоријско разумевање и перспектива, Стаут објашњава како је друштвена подршка присутна у психотичном стању терористе. “Индивидуа се осећа мање одговорном, потврђеном, одважном, освећеном и ревносном, и осећа се мање изложена као индивидуа”. Верује се да групни менталитет терористичке организације учвршћује мисију групе кроз друштвену потпору. Већа је вероватноћа да ће чланови остати посвећени и до краја извести терористички чин ако примају потпору од својих садруга чланова терористичке групе. Индивидуа би могла и да напусти мисију да изведе терористички чин, али са подршком садруга, вероватније је да ће члан остати укључен.